# Artemisia pontica
Artemisia pontica là một loài thực vật có hoa trong họ Cúc. Loài này được Carl Linnaeus mô tả khoa học đầu tiên năm 1753.

## Từ nguyên
Tính từ định danh pontica là để chỉ tới khu vực Pontus ở đông bắc Thổ Nhĩ Kỳ, phía nam Biển Đen.

## Tên gọi
Tên gọi thông thường trong một số ngôn ngữ, như tiếng Anh: Roman wormwood (ngải La Mã), small absinthe (ngải áp xanh nhỏ), tiếng Nga: полынь черноморская (ngải Biển Đen), tiếng Trung: 西北蒿 (tây bắc hao = ngải tây bắc).

## Mô tả
Cây bụi nhỏ hoặc cây thân thảo, cao 30-60(-100) cm, có phần gốc hóa gỗ và các nhánh ở đáy, rậm lông tơ hoặc thân sau nhẵn nhụi, phân nhiều nhánh. Các lá ở đáy mọc thành nơ lá. Mặt xa trục của lá thưa lông tơ; các lá ở sát gốc và phần thân dưới: phiến lá hình trứng hoặc hình trứng rộng, 2-5 × 1,5-3 cm, 2 hoặc 3 thùy lông chim xẻ tới gân giữa. Các lá ở phần thân giữa 2 thùy lông chim xẻ sát gân giữa; các phần 3 hoặc 4 cặp; thùy con hình elip hoặc thẳng, 3-5 × 0,5-1 mm, đỉnh tù. Các lá trên cùng và lá bắc tựa như lá xẻ thùy hình lông chim tới gân giữa hoặc nguyên; các thùy của lá nguyên thì thẳng hoặc thẳng-hình mác. Cụm hoa kép là chùy hoa hẹp ít hay nhiều. Đầu hoa nhiều, đu đưa. Tổng bao hình cầu, đường kính 2,5-3(-3,5) mm. Chiếc hoa cái ở phần rìa 8-12. Chiếc hoa đĩa 30-40, lưỡng tính; phiến tràng hoa có lông tơ nhỏ hoặc sau này thành nhẵn nhụi. Quả bế hình trứng ngược. Ra hoa và tạo quả tháng 7-10. 2n = 18.

## Phân bố
Loài bản địa Áo, các quốc gia ven biển Baltic, Bulgaria, Hungary, Italia, Kazakhstan, Nam Tư cũ, Nga (từ phần thuộc châu Âu tới Tây Siberia), Romania, Cộng hòa Séc, Slovakia, Tây Ban Nha, tây bắc Trung Quốc, Ukraina. Du nhập vào tây và bắc châu Âu (đảo Anh, Ba Lan, Bỉ, Đan Mạch, Đức, Na Uy, Pháp, Thụy Sĩ) và miền đông Bắc Mỹ. Môi trường sống là các dốc núi đá, thung lũng khô, thảo nguyên, đồi; ở cao độ từ thấp đến trung bình.

## Sử dụng
Tinh dầu của loài ngải này chứa cineol, long não, thujone và borneol cùng nhiều thành phần khác. Người ta cho rằng nó ít đắng hơn ngải áp xanh (Artemisia absinthium) và là nguyên liệu tạo vị chủ yếu trong rượu vermouth. Nó được gieo trồng ở quy mô thương mại tại Tây Ban Nha và Litva.

## Lưu ý
The Plant List phiên bản 1.1 (đã bị bỏ không dùng) liệt kê các danh pháp đồng nghĩa của A. pontica như là đồng nghĩa của A. afra. Điều này có thể là do nhầm với A. pontica Burm.f., 1768; do danh pháp này được liệt kê như là đồng nghĩa của  A. afra. Tuy nhiên, tra cứu trang 26 phần Florae Capensis Prodromus trong sách Flora Indica: cui accedit series zoophytorum indicorum, nec non Prodromus Florae Capensis in năm 1768 của Nicolaus Laurent Burman (phần Prodromus Florae Capensis) theo thông tin mà IPNI, World Flora Online và The Plant List cung cấp thì không thấy liệt kê Artemisia pontica. Trang 24 phần Florae Capensis Prodromus chỉ ghi nhận 2 loài Artemisia là A. aethiopica và A. ambigua.